# Mentzelia pachyrhiza
Mentzelia pachyrhiza là một loài thực vật có hoa trong họ Loasaceae. Loài này được I.M. Johnst. mô tả khoa học đầu tiên năm 1940.